# Chhuk
Huyện Chhuk (tiếng Khmer: ស្រុកឈូក) là một huyện nằm ở tỉnh Kampot, ở phía nam Campuchia.